# Сторер, Мария Лонгворт Николс
Мария Лонгворт Николс Сторер (англ. Maria Longworth Nichols Storer; 20 марта 1849, Цинциннати, США — 30 апреля 1932, Париж, Франция) — американская меценатка и художница-керамистка, основательница компании «Rookwood Pottery» (англ.).

## Биография
Мария Лонгворт родилась в Цинциннати 20 марта 1849 года. Она была дочерью Джозефа Лонгворта и Анны Марии Ривс Лонгворт и внучкой бизнесмена-винодела Николаса Лонгворта. Её братом был адвокат Николас Лонгворт II (англ.).

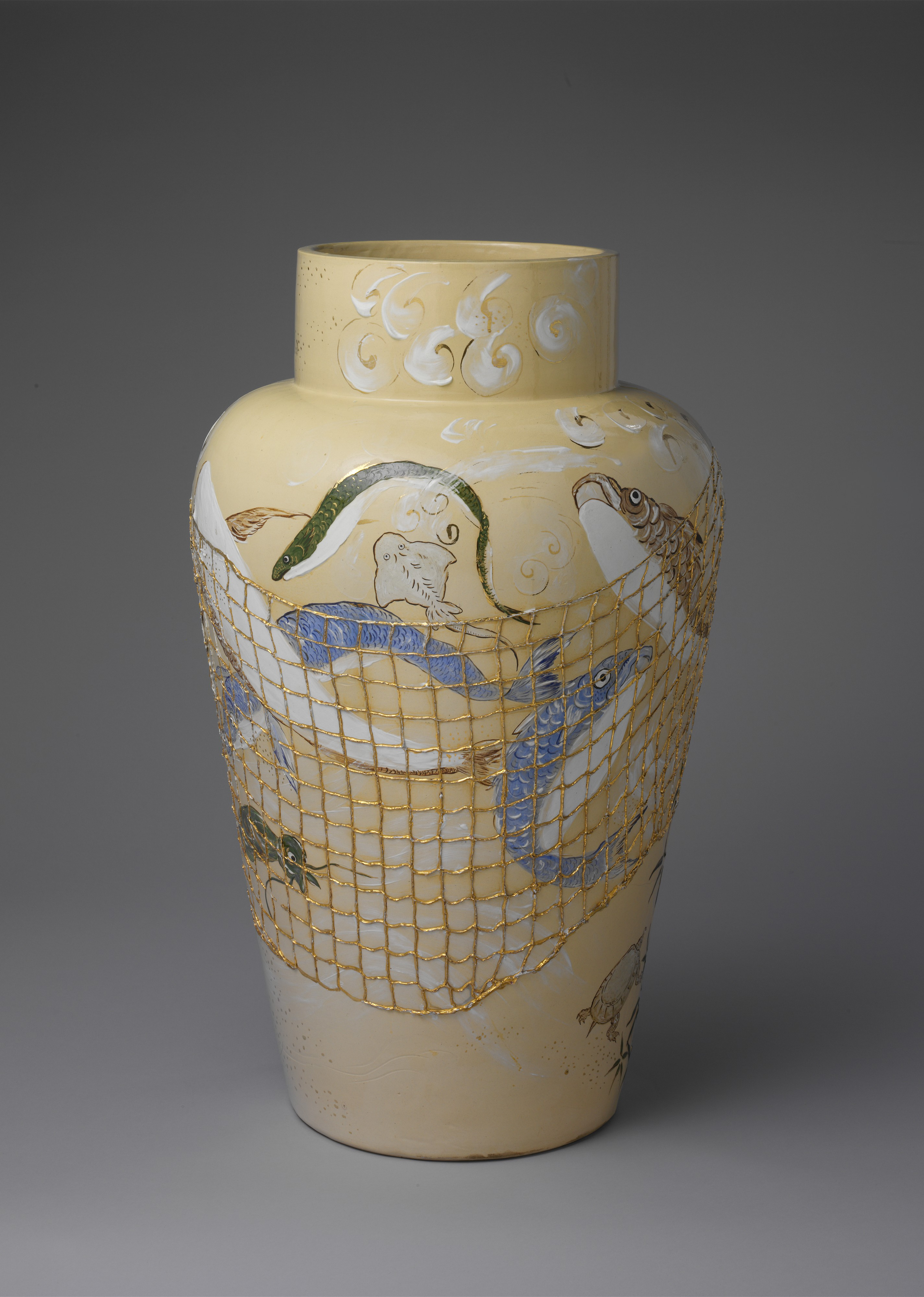
Ваза Аладдина, фаянс, 1880-83

В 1868 года Мария Лонгворт вышла замуж за Джорджа Уорда Николса. Она была младше мужа на восемнадцать лет. У пары родилось двое детей — Джозеф и Маргарет. Мария были среди организаторов Майского фестиваля в Цинциннати (англ.), который прошёл в 1873 году. В том же году она заинтересовалась росписью на китайском фарфоре. В 1876 году она участвовала во Всемирной выставке в Филадельфии. В 1879 году вместе с подругой Мэри Луизой Маклафлин (англ.) она занялась подглазурной и надглазурной росписью керамики в гончарной мастерской, а в следующем году открыла свою гончарную мастерскую «Rookwood Pottery».

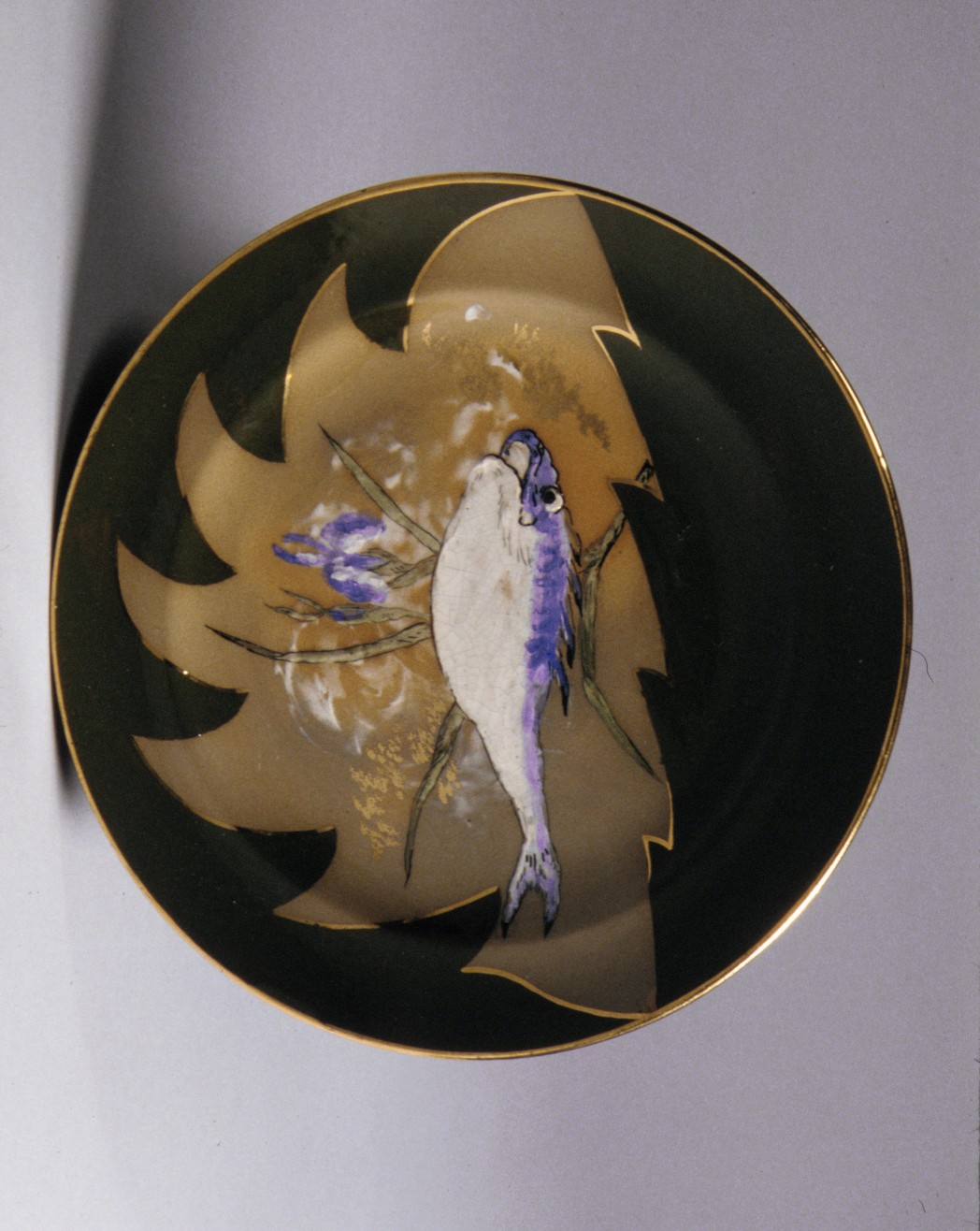
Глазурованная фаянсовая тарелка, ок. 1880 г.

В 1885 году Джордж Николс умер, и в 1886 году Мария вышла замуж за адвоката Беллами Сторера. В 1889 году она получила золотую медаль на Всемирной выставке в Париже. В том же году она продала свою компанию и последовала за мужем, который в 1891—1895 годах был членом Конгресса.
В 1896 году под влиянием священника Джона Айрленда (англ.) пара перешла в католицизм. Сторер был назначен посланником в Бельгии (1897—1898), затем в Испании (1899—1902). Стореры с помощью губернатора Нью-Йорка Теодора Рузвельта убедили президента Уильяма Мак-Кинли обратиться к римскому папе Льву XIII и попросить его возвести Айрленда в кардинальский сан. Хотя Мария Сторер уделяла меньше времени занятиям искусством, она получила золотую медаль на Всемирной выставке в Париже в 1900 году. В 1902 году Рузвельт стал президентом и назначил Сторера посланником в Австро-Венгрии. Он отказался просить римского папу за Айрленда. Мария Сторер настаивала на своём, что привело к увольнению Сторера и к завершению дружбы Рузвельта и Сторера. Когда племянник Марии Сторер Николас Лонгворт IV (англ.) женился на дочери Рузвельта Элис (англ.), Мария Сторер отказалась приходить на свадьбу.
В последние годы Мария Сторер занималась благотворительностью и сочинением книг. Она умерла в Париже 30 апреля 1932 года.